# Srbulje
Srbulje, stare rukopisne ili tiskane (u XV. i XVI. stoljeću) crkvene knjige pisane crkvenoslavenskim ili staroslavenskim jezikom srpske recenzije; rukopisi ili knjige srpskoslavenske redakcije / pisane starosrpskom azbukom; knjige iz starih srpskih tiskara.